# Chapelle de l'Immaculée-Conception de Saint-Denis
Pour les articles homonymes, voir Chapelle de l'Immaculée-Conception.
La chapelle de l'Immaculée-Conception est une chapelle catholique de l'île de La Réunion, département et région d'outre-mer français dans le sud-ouest de l'océan Indien. Située à Saint-Denis à l'angle des rues Sainte-Anne et de Paris, elle est inscrite à l'inventaire supplémentaire des Monuments historiques depuis le 6 juin 1988,. Elle est consacrée à l'Immaculée Conception.
Elle abrite depuis 2017 le seul orgue à tuyaux de La Réunion, un orgue de style baroque allemand.